# Агент Вертер
Агент „Вертер“ (на немски: Werther) е кодовото име на заподозрян съветски агент в ръководството на Вермахта или дори във висшето командване на нацистка Германия по време на Втората световна война, един от прототипите на Щирлиц. Той е предавал свръхсекретна информация за плановете на Хитлер (по-специално относно битката при Курск) директно от Върховното командване на Вермахта. Предвид достъпа му до най-ценната информация се смята, че е могъл да бъде във вътрешния кръг приближени на фюрера.

## Творчеството на „Вертер“
Информационните съобщения, предавани от Вертер, включват:
- информация за стратегическия план на германското командване за лятото на 1942 г.;
- анализ на причините за забавянето на германското настъпление на Източния фронт;
- редица доклади за плановете на германското командване относно химическата война, за нови германски токсични вещества и методи за тяхното използване, за експерименти по използване на вътрешноатомната енергия на урана за производството на атомни бомби;
- планове и намерения на военно-политическото ръководство на Германия и командването на нейните въоръжени сили, армейски резерви, прехвърлянето на войски в европейски страни и на Източния фронт, възможностите на Германия за производство на танкове, самолети, артилерия, информация за възможността Германия да разгърне химическа война срещу Съветския съюз.

Според Шандор Радо „Вертер“ в Берлин е използвал радиопредавател на правителствена агенция, където е заемал висок команден пост. Според Радо комуникационното оборудване е било обработвано от специалисти от най-висок клас и поради тази причина не е имало нито едно прекъсване на излъчванията през цялото време.
Личният преводач на Хитлер, Паул Карел, пише за него в книгата си: „Ръководителите на съветското разузнаване се обърнаха към швейцарската резидентура, сякаш искаха информация от някакво информационно бюро. И получиха всичко, което ги интересуваше. Дори повърхностният анализ на данните от радиоприхващанията показва, че на всички етапи от войната в Русия агентите на съветския Генерален щаб са работили първокласно. Част от предадената информация е могла да бъде получена само от най-висшите германски военни кръгове – изглежда, че съветските агенти в Женева и Лозана са били диктувани с ключ директно от щаба на фюрера“.

## Потенциални кандидати
- Хайнрих Мюлер е хипотеза на ръководителя на външното разузнаване на службата за сигурност на Третия райх, Валтер Шеленберг;
- Мартин Борман е хипотеза на ръководителя на разузнавателната служба на ФРГ Райнхард Гелен;[1]
- „Вертер“ е колективният псевдоним на група агенти в ръководството на Вермахта;
- Британската разузнавателна служба, която е предала на СССР от името на „агент Вертер“, е дозирала информация, получена по време на операция „Ултра“.